# Ardisia longipetiolata
Ardisia longipetiolata är en viveväxtart som beskrevs av Elmer Drew Merrill. Ardisia longipetiolata ingår i släktet Ardisia och familjen viveväxter. Inga underarter finns listade i Catalogue of Life.